# Telepathy
Telepathy est un ensemble de briques logicielles (framework) destiné à la communication. Prévu pour être universel, il fait partie du projet libre freedesktop.
Il vise à gérer toutes les formes de communication directes entre les utilisateurs, la messagerie instantanée, la communication audio ou vidéo, le tout quel que soit le type de réseau utilisé : internet, réseau local ou connexion directe, avec ou sans fil (Ethernet, Wi-Fi, Bluetooth...), depuis n'importe quel système d'exploitation et en permettant une compatibilité de licence afin d'intégrer tous les composants nécessaires sans restriction.
Du côté de la messagerie instantanée, il doit permettre la communication avec les messageries les plus courantes grâce à la mise en œuvre des protocoles : 
- Gabble pour Jabber (donc Google Talk, Facebook et Orange Link, compatible avec Jingle)
- Idle pour IRC
- Butterfly pour Microsoft Messenger
- Haze pour fonctionner avec libpurple, le moteur de pidgin.